# Lill-Myssjön
Lill-Myssjön är en sjö i Bräcke kommun i Jämtland och ingår i Ljungans huvudavrinningsområde. Sjön har en area på 0,319 kvadratkilometer och ligger 267,1 meter över havet.

## Delavrinningsområde
Lill-Myssjön ingår i det delavrinningsområde (696911-149578) som SMHI kallar för Utloppet av Lill-Myssjön. Medelhöjden är 308 meter över havet och ytan är 2,86 kvadratkilometer. Det finns inga avrinningsområden uppströms utan avrinningsområdet är högsta punkten. Vattendraget som avvattnar avrinningsområdet har biflödesordning 3, vilket innebär att vattnet flödar genom totalt 3 vattendrag innan det når havet efter 159 kilometer. Avrinningsområdet består mestadels av skog (79 procent). Avrinningsområdet har 0,32 kvadratkilometer vattenytor vilket ger det en sjöprocent på 11,1 procent.